# 東かがわ市立大川中学校
東かがわ市立大川中学校（ひがしかがわしりつ おおかわちゅうがっこう）は、香川県東かがわ市西村にある公立中学校。

## 沿革
- 2003年4月1日 - 大川郡白鳥町が同郡大内町、引田町と合併、東かがわ市が発足したのに伴い、東かがわ市立大川中学校と改称。

## 校訓
- 責任を重んじ、礼儀を正し、たくましさを持つ

## 教育目標
- 夢に向かってチャレンジする生徒の育成

## 主な学校行事
- 修学旅行
- 体育祭
- 文化祭
- 合唱コンクール
- クラスマッチ

## 部活
軟式野球
・サッカー
・ソフトテニス
・バスケットボール
・バレーボール
・卓球
・剣道
・柔道
・水泳
・体操
・音楽
・美術
・パソコン
・家庭
・陸上
・バドミントン

## 通学区域が隣接している学校
- 東かがわ市立白鳥小中学校
- さぬき市立さぬき南中学校